# Robert Parrish
Robert Parrish (Columbus, Geòrgia, Estats Units, 4 de gener de 1916 − Southampton, Long Island, Nova York, 4 de desembre de 1995) va ser un cineasta estatunidenc. De molt jove, va ser actor, abans de passar al muntatge i després a la direcció, als 35 anys, i a la producció.

## Biografia
El seu debut a la pantalla gran és amb poca cosa, però notable, s'atribueix a Charlie Chaplin que el triés com a extra a City Lights el 1931, però no va tenir èxit, amb petits papers gairebé mai surt als crèdits i això no el podria portar a la fama. El treball el va portar a fer de muntador, ofici que li serveix per demostrar un notable talent el 1947, guanyant l'Oscar al millor muntatge amb Cos i ànima de Robert Rossen. Aquest director el durà a una nominació el 1949, sempre pel millor muntatge per la pel·lícula All the King's Men.
El 1951 va començar una nova carrera com a director fent el seu debut amb Cry Danger i poc després amb The Mob dos obres de cinema negre convincents sobre el món dels gàngsters. El 1958 va signar el western Saddle the Wind (el muntatge va ser alterat per la MGM), obra inusual del gènere i pel destí del protagonista (suïcidi). També en el gènere del western dirigeix el 1959 The Wonderfoul Country, una altra pel·lícula atípica en la qual es va obligar al protagonista a repensar moltes de les seves opcions. Després d'haver rodat algunes comèdies i films fantàstics poc convincents acaba la seva carrera amb dues bones pel·lícules: The Marseille Contract amb Anthony Quinn, i nou anys més tard, torna a la càmera per dirigir Mississippi Blues una pel·lícula documental amb el mateix director i el seu col·lega francès Bertrand Tavernier on els dos viatgen pel Mississipi explicant un món que ja havia començat a perdre's entre el menjar ràpid i les màquines expenedores de refrescs.
Després de retirar-se a la vida privada, va morir el 1995 als 79 anys.

## Filmografia

### Actor
- 1927: Olympic Games de Robert A. McGowan
- 1928: Mother Machree de John Ford
- 1928: Four Sons de John Ford
- 1929: The Iron Mask d'Allan Dwan
- 1929: The Racketeer de Howard Higgin
- 1930: All Quiet on the Western Front de Lewis Milestone
- 1930: Up the River de John Ford
- 1930: The Big Trail de Raoul Walsh i Louis R. Loeffler
- 1930: The Right to Love de Richard Wallace
- 1931: City Lights de Charlie Chaplin
- 1931: Scandal Sheet de John Cromwell
- 1931: I Take This Woman de Marion Gering
- 1932: Forbidden de Frank Capra
- 1932: Scandal for Sale de Russell Mack
- 1932: The Miracle Man de Norman Z. McLeod
- 1933: Doctor Bull de John Ford
- 1934: El jutge Priest (Judge Priest) de John Ford
- 1935: El delator (The Informer) de John Ford
- 1936: The Prisoner of Shark Island de John Ford
- 1937: One in a Million de Sidney Lanfield
- 1937: History Is Made at Night de Frank Borzage
- 1937: It Could Happen to You! de Phil Rosen
- 1937: Thin Ice de Sidney Lanfield
- 1937: Thrill of a Lifetime de George Archainbaud
- 1938: Mr. Doodle Kicks Off de Leslie Goodwins
- 1938: Dramatic School de Robert B. Sinclair

### Muntador
- 1942: The Battle of Midway de John Ford
- 1943: How to Operate Behind Enemy Lines (documental)
- 1943: German Industrial Manpower (documental)
- 1943: December 7th de John Ford i Gregg Toland
- 1945: That Justice Be Done de George Stevens
- 1945: The Nazi Plan (documental)
- 1947: Cos i ànima (Body and Soul) de Robert Rossen
- 1947: A double life de George Cukor
- 1948: No Minor Vices de Lewis Milestone
- 1949: Atrapada (Caught) de Max Ophüls i John Berry
- 1949: All the King's Men
- 1950: A Woman of Distinction d'Edward Buzzell
- 1951: Of Men and Music d'Alexander Hammid i Irving Reis

### Director
- 1951: Cry Danger
- 1951: La banda (The Mob)
- 1951: Rough Shoot
- 1952: The San Francisco Story
- 1952: Assignment: Paris
- 1952: My Pal Gus
- 1953: Rough Shoot
- 1954: La plana encesa (The Purple Plain)
- 1955: Lucy Gallant
- 1957: Foc amagat (Fire Down Below)
- 1958: Més ràpid que el vent (Saddle the Wind)
- 1959: 3 episodis de la sèrie The Twilight Zone
- 1959: Més enllà de Rio Grande (The Wonderful Country)
- 1959: L'episodi titulat 'The Poet's Touch de la sèrie Johnny Staccato
- 1963: A l'estil francès (In the French Style)
- 1965: Up from the Beach
- 1967: Casino Royale
- 1967: The Bobo
- 1968: Duffy
- 1969: Doppelgänger
- 1971: A Town Called Hell
- 1974: El contracte de Marsella (The Marseille Contract)
- 1983: Mississippi Blues, dirigida amb Bertrand Tavernier

### Productor
- 1963: A l'estil francès (In the French Style), d'ell mateix
- 1983: Mississippi Blues, dirigida amb Bertrand Tavernier

## Premis i nominacions
Premis
- 1948: Oscar al millor muntatge per Cos i ànima

Nominacions
- 1950: Oscar al millor muntatge per All the King's Men